# Österforse
Österforse est une localité de la commune de Sollefteå dans le comté de Västernorrland en Suède.
Sa population était de 124 habitants en 2015.